# Willis George Emerson
Willis George Emerson (Blakesburg, 28 marzo 1856 – Los Angeles, 10 dicembre 1918) è stato uno scrittore e politico statunitense, ha descritto nelle sue opere Agarthi (detto anche Aghartta o Agartha o Agharti), un regno leggendario che si troverebbe all'interno della Terra.
Esploratore, fondò in Wyoming l'attuale centro abitato di Encampment.

## Opere
- Winning Winds (1885)
- Grey Rocks: A tale of the Middle West (1894)
- Was It a Crime? "Coin at School" dissected (1900)
- Buell Hampton (1902)
- The Builders (1906)
- The Smoky God or a Voyage to the Inner World (1908)
- The Treasure of Hidden Valley (1915)
- A Vendetta of the Hills (1917)
- The Man who Discovered Himself (1919)